# Георги Пецов
Георги Пецов (на гръцки: Γεώργιος Πέτσος, Георгиос Пецос) е македонски гъркоманин от Воден, пръв гръцки кмет на града в 1915 година.

## Биография
Роден е в македонския град Воден. Подкрепя гъркоманската партия в града и е деец на гръцката въоръжена пропаганда в Македония. След като Воден попада в Гърция в 1913 година, в 1915 година е избран за пръв гръцки кмет на града. Синът му Евангелос Пецос е политик от Центристкия съюз, а внукът му Георгиос Пецос също е политик от ПАСОК и Нова демокрация.